# Contea di Henrico
La contea di Henrico (in inglese Henrico County) è una contea dello Stato della Virginia, negli Stati Uniti. La popolazione al censimento del 2000 era di 262 300 abitanti. Il capoluogo di contea è Richmond.

## Comunità
Census-designated place
- Chamberlayne
- Dumbarton
- East Highland Park
- Glen Allen
- Highland Springs
- Innsbrook
- Lakeside
- Laurel
- Montrose
- Sandston
- Short Pump
- Tuckahoe
- Wyndham

Altre Comunità
- Fair Oaks
- Varina